# Vejle Boldklub Kolding
Vejle Boldklub Kolding var et samarbejdsprojekt mellem Kolding FC og Vejle Boldklub.

## Etablering af VBK
Samarbejdet blev godkendt af Dansk Boldspil Union den 4. marts 2011. Vejle-Kolding overtog Vejle Boldklubs licens og samarbejdet begyndte officielt fra 1. juli 2011. Ved grundlæggelsen blev det aftalt, at klubbens førstehold skulle spille sine kampe på Vejle Stadion, mens reserverne, U/19-holdet og U/17-holdet ville få hjemmebane på Kolding Stadion. Desuden skulle Vejle Boldklub årligt understøtte Kolding IFs talentarbejde med 700.000 kr.
VBK valgte at videreføre statistik og historie, herunder mesterskaber og pokaltitler, fra Vejle Boldklub.
Den første tællende kamp var 1. runde i DBU's Pokalturnering i august 2011.

## En vanskelig start
Problemerne i VBK begyndte allerede før den officielle start med et kvartals forsinkelse af godkendelsen fra DBU. Forsinkelsen var begrundet i, at man ikke kendte den forretningsmodel, som blev fremlagt.
Samtidig opstod der problemer omkring Kolding IF's nedlukning, hvor man bl.a. ikke havde udbetalt løn til en række spillere. Dette udestående kom VBK nu til at hænge på. Samtidig betød et sportsligt skuffende forår, at klubben mod forventning ikke klarede at rykke op i Superligaen.

## KIF trækker sig
I 2013 valgte Kolding IF at trække sig ud af samarbejdet. Vejle Boldklub Kolding ønskede i første omgang at videreføre klubbens navn, men den 23. januar 2013 meddelte DBU, at man ikke ville godkende navnet under de givne forudsætninger; blandt andet på basis af et regelsæt om geografisk tilknytning.

## Protester mod VBK
I forlængelse af DBU's manglende godkendelse af Vejle Boldklub Kolding-navnet meldte klubben ud, at man ville offentliggøre et nyt navn. Snart blev det offentligt kendt, at klubben bl.a. havde købt rettighederne til navnene VB Alliancen og FC Trekanten. Det medførte massive protester i Vejle, hvor VBK-samarbejdet fra start var blevet mødt af modstand. Forud for en hjemmekamp mod FC Fredericia blev der derfor arrangeret en underskriftindsamling for Vejle Boldklub og en demonstration mod nye navneændringer.

## VB vender tilbage
På Vejle Boldklub Koldings generalforsamling den 18. april 2013 blev VBK-samarbejdet officielt lukket ned. Klubbens formand, Lars Skou, kunne ved samme lejlighed fortælle, at Vejle Boldklub ville vende tilbage til sit traditionelle navn og logo per 30. juni 2013.